# Sizábulo
Sizábulo (em grego medieval: Σιζάβουλος; romaniz.: Sizáboulos) ou Silzíbulo (em grego medieval: Σιλζίβουλος; romaniz.: Silzíboulos), também referido como Silzibul, Sindjibu e Istämi, foi um cã dos goturcos que governou de 552 a 576.

## Vida
Sizábulo era pai de Turxanto e Tardu. À época de seu reinado, os turcos dividiam-se em quatro canatos, com os turcos de Soguediana estando sob seu controle. No entanto, ele também era o grão-cã entre os líderes turcos. Ele realizou campanhas contra o Império Heftalita e ameaçou vingar-se dos ávaros pelos danos que causaram aos turcos. A pedido dos soguedianos, enviou uma embaixada para o xá Cosroes I (r. 531–579) para perguntar-lhe se queria comprar seda. Cosroes, por sua vez, queimou a seda e assassinou membros de uma segunda embaixada, o que levou Sizábulo a seguir o conselho de Maníaco e procurar a amizade dos romanos em 567-568.
Em seguida, Sizábulo recebeu amigavelmente a embaixada de Zemarco, levando-o numa campanha contra a Pérsia e então enviando-o de volta com Tagma depois de aceitar os termos de um tratado com o imperador Justino II (r. 565–578). Ele faleceu pouco antes da embaixada de Valentino chegar na corte dos turcos em 576.